# Lavaiana
Il rio Lavaiana (a Lavajana in dialetto piacentino) è un piccolo torrente nel comune di Farini. Ha origine da Rivo della Selva che scende dal Monte Santa Franca, e dal Rivo dei Bruzzi che viene già dal monte Menegosa, i quali rivi vi si congiungono ¼ di miglio sotto la Selva, casolare di Groppallo; di là la Lavaiana corre per 3 miglia dall'E. all'O., e va a tuffarsi nella Nure presso i Boli.